# 1896 en musique
| \| • Retour à la chronologie générale de la musique populaire • \| |
| XXIe siècle • XXe siècle • XIXe siècle • XVIIIe siècle XVIIe siècle • XVIe siècle • XVe siècle • XIVe siècle XIIIe siècle • XIIe siècle • XIe siècle • Xe siècle IXe siècle • VIIIe siècle • Haut Moyen Âge • Rome • Grèce |
| • Retour à la chronologie générale de la musique populaire • |

| • Retour à la chronologie générale de la musique populaire • |

| Années de la musique populaire : 1893 - 1894 - 1895 - 1896 - 1897 - 1898 - 1899    |
| Décennies de la musique populaire : 1860 - 1870 - 1880 - 1890 - 1900 - 1910 - 1920 |

## Événements et œuvres

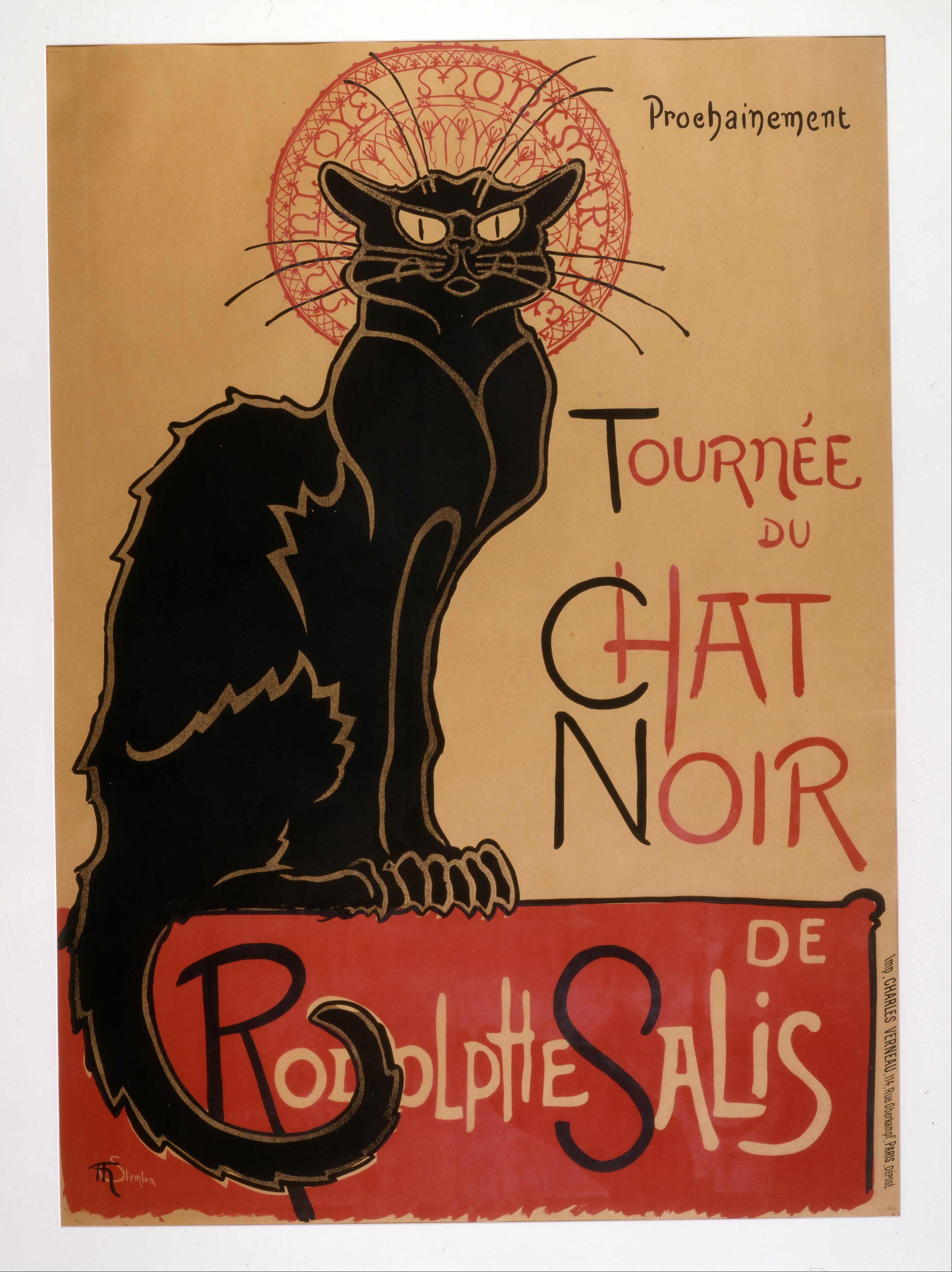
Affiche Tournée du Chat noir de Steinlen

- 25 décembre : John Philip Sousa compose la marche patriotique américaine The Stars and Stripes Forever, devenue la marche nationale des États-Unis.
- Création de la maison de disques Parlophone en Allemagne par Carl Lindström.
- Affiche Tournée du Chat noir du peintre Théophile Alexandre Steinlen pour promouvoir le cabaret parisien Le Chat noir, à Montmartre.
- Chanson Les Veuves du Luxembourg, paroles de Gabriel Montoya, musique de Gaston Maquis.
- Chanson Vous êtes si jolie !, paroles de Léon Suès, musique de Paul Delmet[1].
- George W. Johnson (1846–1914) est le premier artiste afro-américain enregistré avec les chansons Whistling Coon et The Laughing Song[2].
- Lucien Boyer fait ses débuts à Paris au cabaret des Quat'z'Arts.
- Rag Time Medley est le premier enregistrement d'un ragtime comportant le mot « rag » dans son titre. Le morceau est interprété par le virtuose du banjo Vess L. Ossman sur cylindre phonographique 5 pouces pour la compagnie Columbia[3].
- Le chanteur de café-concert français Charlus enregistre des chansons puis devient chef de l'enregistrement du café-concert pour la firme Pathé frères[4].
- Etilmon Stark crée la première fanfare de la Wentworth Military Academy à Lexington, dont il sera le chef d’orchestre jusqu'en 1905.

## Naissances
- 30 avril : Reverend Gary Davis ou Blind Gary Davis, guitariste et chanteur de blues, de ragtime et de gospel américain, mort en 1972.
- 15 août : Big Bill Broonzy, guitariste et chanteur de blues américain, mort en 1958.
- 27 août : Lev Sergueïevitch Termen, ingénieur russe inventeur du thérémine, mort en 1993.
- 15 septembre : Bert Ambrose, violoniste et chef d'orchestre de jazz britannique, mort en 1971.
- Date précise inconnue : 
  - Yvonne George, chanteuse interprète et comédienne féministe belge, morte en 1930.
  - Tommy Johnson, chanteur et guitariste américain de blues, mort en 1956.
  - Blind Blake, chanteur et guitariste de ragtime et de blues américain, mort en 1934.

## Décès
- 18 janvier : Canon James Goodman, joueur de flûte et de uilleann pipes irlandais, collecteur de musique traditionnelle (° 22 septembre 1828).
- 4 mai : Émile Baneux, chansonnier français (° 7 juillet 1831).
- 11 septembre : Francis Child, folkloriste américain, qui a rassemblé une collection de chansons folkloriques, les Child Ballads (° 1er février 1825).
- 15 novembre : Libert, chanteur français de music-hall et café-concert († 17 mars 1840).

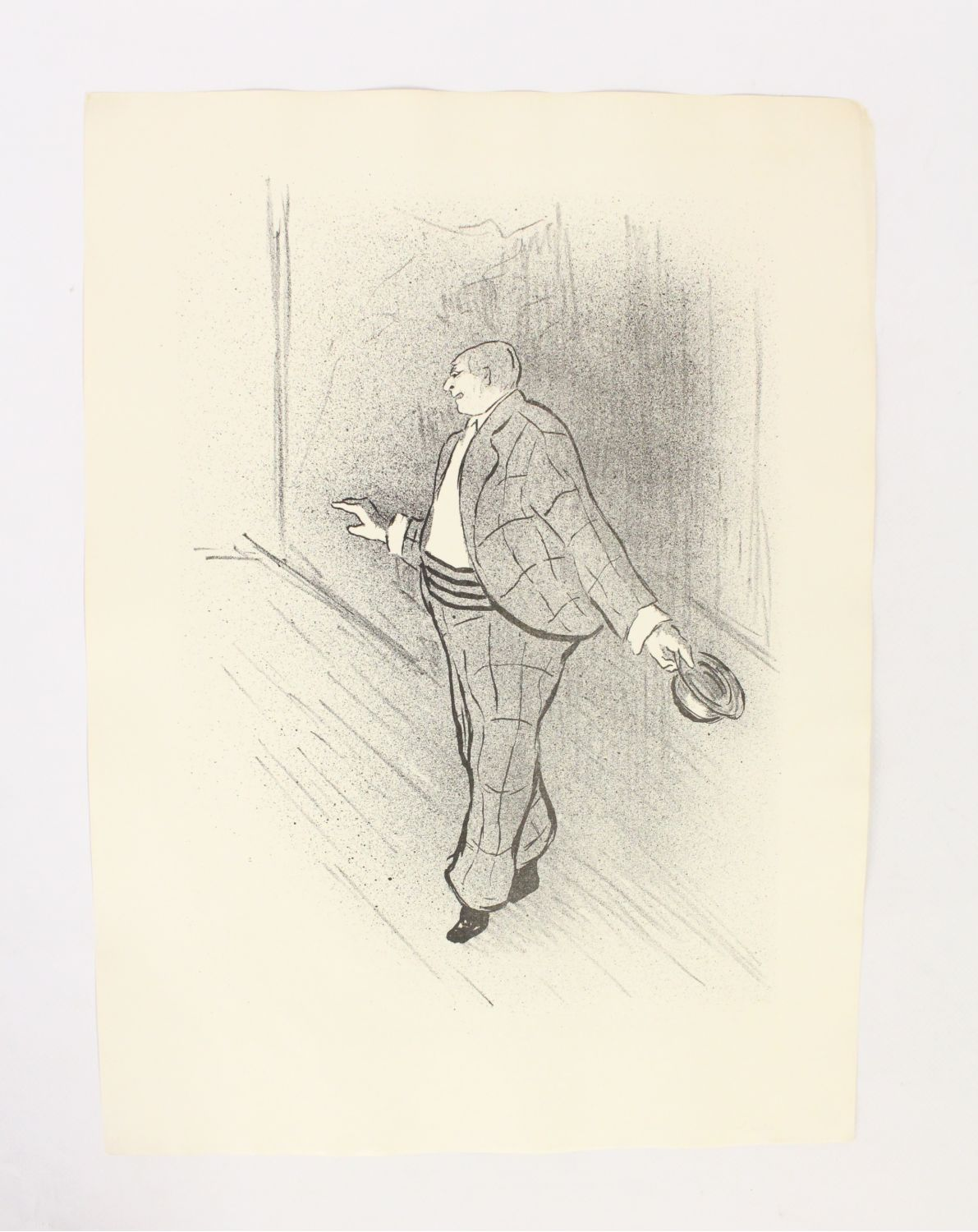
Libert - Le Café Concert, lithographie de Henri-Gabriel Ibels, 1893